# Martyrs (filme de 2016)
Martyrs (No Brasil, Martírio) é um filme de terror produzido nos Estados Unidos, dirigido por Kevin Goetz e Michael Goetz, e lançado em 2016.

## Sinopse
O filme segue a história de uma mulher atormentada (Troian Bellisario) que encontra sua antiga família que a torturou quando ela era criança.

## Recepção
No Rotten Tomatoes, o filme tem um índice de aprovação de 9% com base em 33 avaliações, com o consenso afirmando: "Martyrs arranca tudo que deu ao original sua beleza horrível e gelada, deixando-nos com uma refilmagem vazia e sem sentido". No Metacritic, ele tem uma pontuação de 19 em 100 com base em 13 avaliações, indicando "aversão esmagadora".